# Lago Chungará
Der Lago Chungará ist einer der höchstgelegenen Seen der Welt.
Der kobaltblaue Lago Chungará liegt 59 km östlich des kleinen Ortes Putre in Chile in der Provinz Parinacota, die zu Chiles nördlichster Region, der Región de Arica y Parinacota gehört. In der Nähe befinden sich sechs große Vulkane, wie der Pomerape und der Parinacota mit über 6200 m Höhe. Der See gehört zum Nationalpark Lauca. Die chilenische Aufsichtsbehörde für die Nationalparks, CONAF, hat einen Spazierweg um den See angelegt. Das Gebiet ist bei Mountainbikern recht beliebt.

## Tierwelt
Am Lago Chungará leben Flamingos, Vikunjas, Alpakas, Andenkondore und Viscachas.

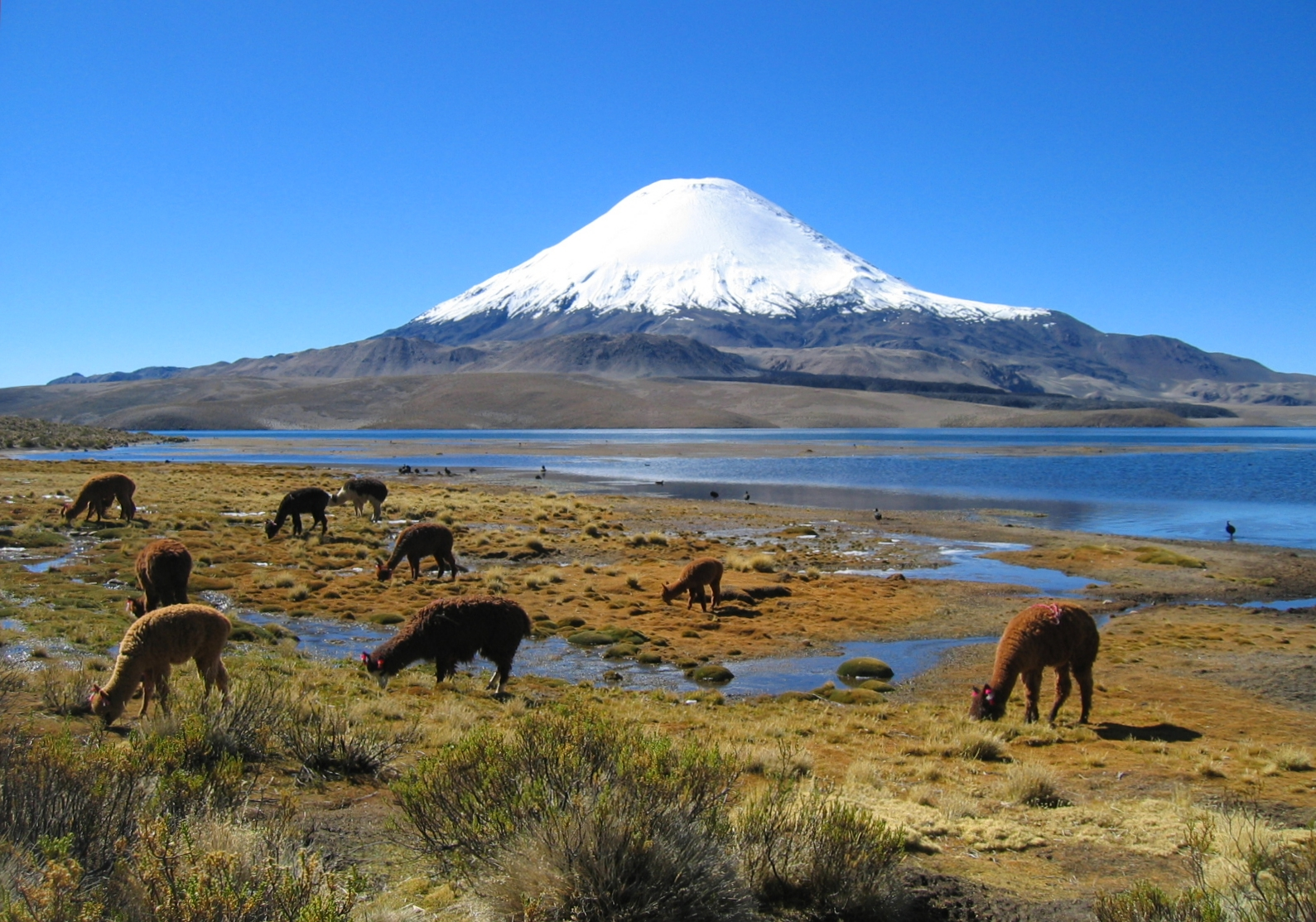
Lamas am Lago Chungará
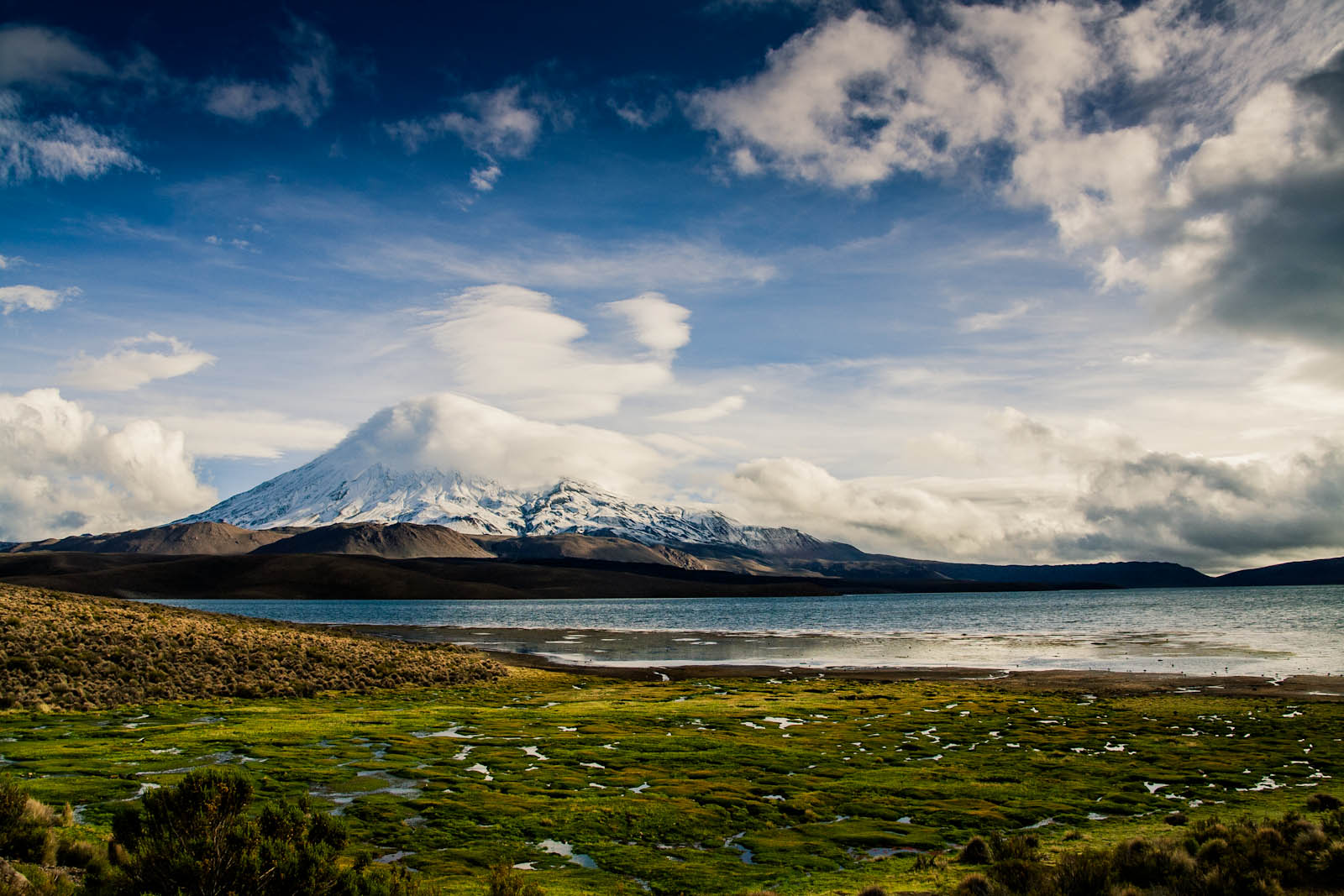
Vulkan Parinacota hinter dem Lago Chungará
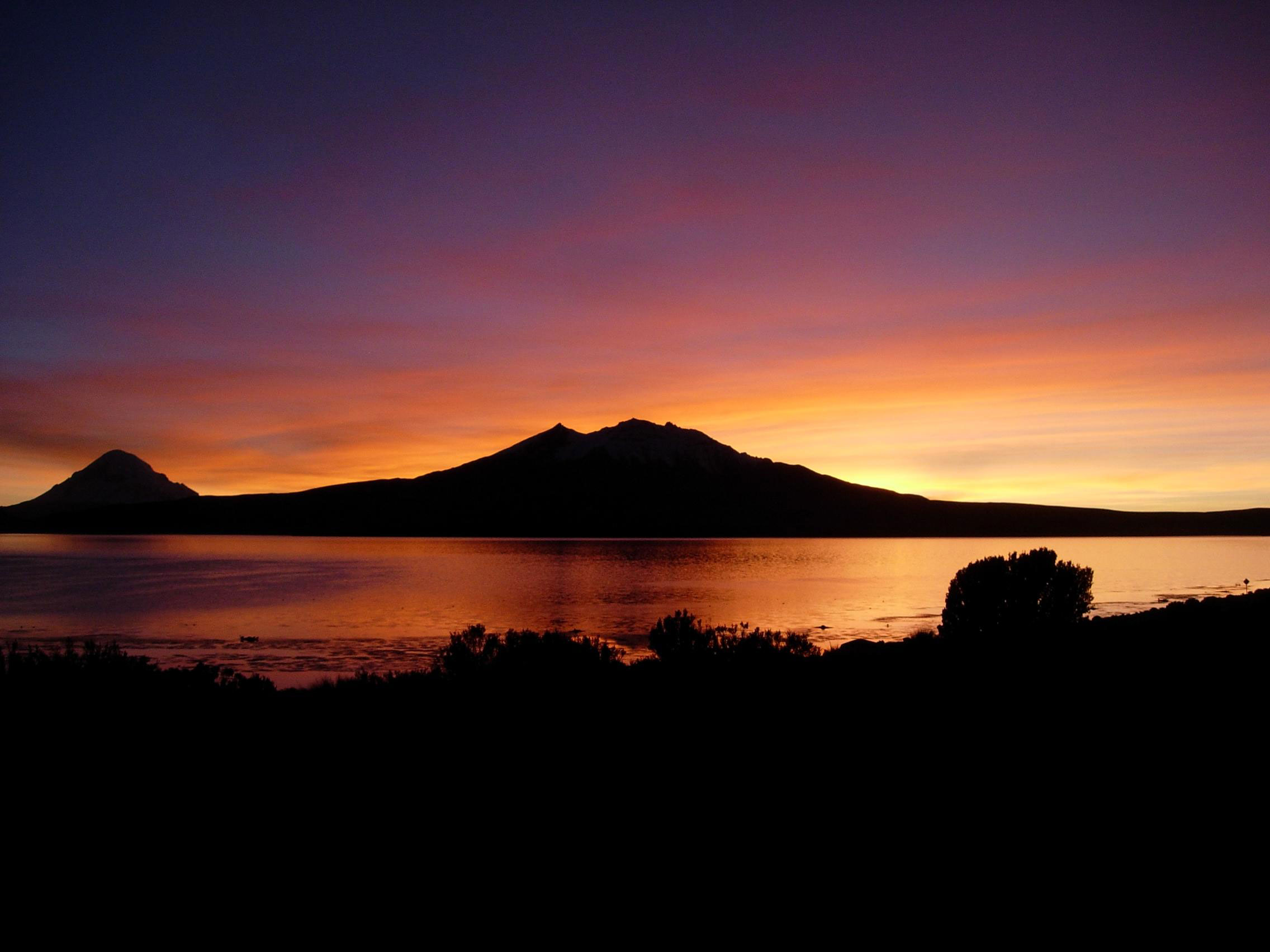
Sonnenaufgang über dem Lago Chungará, am linken Bildrand der Sajama